# Valérie Courtois
Valérie Courtois (Bilzen,1 de Novembro de 1990) é uma ex-voleibolista belga que atua na posição de líbero. Atuando pela Seleção Belga conquistou a inédita medalha de bronze no Campeonato Europeu, onde foi eleita a melhor líbero. Ainda neste ano, Courtois conquistou ainda o vice campeonato na Liga Europeia.

## Vida Pessoal
Os pais de Valérie foram jogadores de vôlei em sua juventude e é irmã do goleiro da Seleção Belga e do Real Madrid, Thibaut Courtois que no início de sua juventude também praticou vôlei mas acabou aderindo ao futebol.

## Clubes
| Clube          | De        | A         |
| -------------- | --------- | --------- |
| VDK Gent Dames | 2008-2009 | 2011-2012 |
| VC Oudegem     | 2012-2013 | 2012-2013 |
| Budowlani Łódź | 2014-2015 | 2014-2015 |
| Dresdner SC    | 2015-2016 | 2016-2017 |
| Stade Français | 2017-2018 | 2018-2019 |

## Títulos

### Clubes
- Copa da Bélgica: 2009, 2013
- Super Copa da Bélgica: 2009, 2011

## Prêmios Individuais
- Campeonato Europeu: Melhor Líbero